# Миодраг Милановић
Миодраг Милановић, оперски певач, рођен у Београду 1947. Певање је учио код професора Јована Глигоријевића, дугогодишњег првака Београдске опере. Од 1978. је солиста Опере Српског народног позоришта; од 1993. до 1995. обављао је функцију директора Опере и Балета, а од 2002. до 2003. функцију директора Опере СНП.
Гостовао је у скоро свим оперским кућама у претходној Југославији, учествовао на фестивалима, те наступао у Италији, Белгији, Мађарској и Русији. Снимао је за југословенске радио-станице и ТВ Београд.
Упоредо се бави и концертном активношћу, аутор је циклуса везаних за српске композиторе – „Српска певана реч”.
Ожењен је диригентом Опере СНП-а Жељком Милановић и има двоје деце.

## Улоге остварене уСНП-у
| Композитор              | Дело                 | Улога                   |
| Ђузепе Верди            | Риголето             | Риголето Гроф Монтероне |
|                         | Набуко               | Набуко                  |
|                         | Отело                | Јаго                    |
|                         | Трубадур             | Гроф Луна               |
|                         | Травијата            | Жорж Жермон             |
|                         | Дон Карлос           | Родриго, маркиз од Позе |
|                         | Аида                 | Амонасро                |
|                         | Бал под маскама      | Ренато                  |
|                         | Ернани               | Карло V                 |
|                         | Фалстаф              | Фалстаф                 |
| Ђакомо Пучини           | Тоска                | Барон Скарпија          |
| Гаетано Доницети        | Љубавни напитак      | Доктор Дулкамара        |
| Жорж Бизе               | Кармен               | Ескамиљо Зунига         |
| Александар Бородин      | Кнез Игор            | Игор                    |
| Петар Иљич Чајковски    | Евгеније Оњегин      | Евгеније Оњегин         |
| Николај Римски-Корсаков | Моцарт и Салијери    | Салијери                |
| Сергеј Рахмањинов       | Алеко                | Алеко                   |
| Беджих Сметана          | Продана невеста      | Кецал                   |
| Јаков Готовац           | Еро с онога свијета  | Млинар Сима             |
| Миховил Логар           | Покондирена тиква    | Ружичић                 |
| Петар Стојановић        | Војвода од Рајхштата | Шрепах                  |

## Награде
- Годишње награде СНП-а:
  - 1993. – за улогу Ружичића у комичној опери „Покондирена тиква” Миховила Логара
  - 2000. – за насловну улогу у опери „Алеко” Сергеја Рахмањинова